# 東京貯金事務センター
東京貯金事務センター（とうきようちよきんじむセンター）は、埼玉県さいたま市中央区に所在するゆうちょ銀行の貯金事務センターのひとつ。
東京都内に所在する郵便局・ゆうちょ銀行直営店で取り扱った貯金商品に関する事務を取り扱うほか、以下の事務も扱っている。
- 全国の郵便局・ゆうちょ銀行直営店で取り扱う海外送金に関する外国金融機関とのデータ授受、円貨と外国通貨との交換
- 全国の郵便局・ゆうちょ銀行直営店で取り扱う国債に関する日本銀行とのデータ及び現物証券の授受
- 全国の郵便局・ゆうちょ銀行直営店で取り扱った投資信託に関する口座の管理
- 振替口座の簡易払に関する口座の管理[1]
- 東日本エリアの貯金口座契約者に対する点字通知書の送付

## 沿革
- 1931年（昭和6年）1月 - 旧局舎竣工。
- 1945年（昭和20年）7月 - 恩給原簿を新設の秋田貯金支局に疎開。
- 1945年（昭和20年）10月 - 秋田貯金支局から恩給事務を移管。
- 1948年（昭和23年）3月1日 - 東京貯金支局内郵便局（現在のくらまえ橋郵便局）が開局。
- 1949年（昭和24年）6月1日 - 東京地方貯金局に改称。
- 1956年（昭和31年）7月 - 郵便振替の簡易払制度を開始。
- （時期不明） - 台東区蔵前に庁舎を新築移転。
- 1968年（昭和43年）2月 - 郵便番号制の施行に伴い、「110-99」の専用郵便番号が付定される。
- 1984年（昭和59年）7月1日 - 東京貯金事務センターに改称。
- 1997年（平成9年）2月 - 郵便番号七桁化に伴い、専用郵便番号が「110-8794」となる。
- 2000年（平成12年） - 千代田区大手町に所在した関東郵政局、港区麻布台に所在した関東郵政監察局とともに、埼玉県さいたま市のさいたま新都心郵政庁舎（現・日本郵政グループさいたまビル）に移転。[2]これに伴い、専用郵便番号が「330-9794」となる。
- 2001年（平成13年） - 郵政事業庁発足と共に、同庁の一機関となる。
- 2003年（平成15年） - 日本郵政公社発足とともに、同公社の一機関となる。
- 2007年（平成19年）10月 - ゆうちょ銀行発足とともに、同社の一機関となる。
- 2021年（令和3年）12月30日 - ゆうちょ銀行における外貨両替の取扱終了に伴い、関連事務の取扱終了。